# Lasioglossum submeracum
Lasioglossum submeracum är en biart som först beskrevs av Cockerell 1930.  Lasioglossum submeracum ingår i släktet smalbin, och familjen vägbin. Inga underarter finns listade i Catalogue of Life.